# Dromius brittoni
Dromius brittoni es una especie de escarabajo de la familia Carabidae.

## Distribución geográfica
Se distribuye por las islas Canarias.